# Richard T. Lee
Richard T Lee (Toronto, 29 oktober 1990) is een Canadese golfer. Als 16-jarige amateur deed hij mee aan het US Open. Hij speelt sinds 2013 in Azië en woont in Chandler, Arizona.
Richards vader, Jeff Lee, was een Koreaanse golfprofessional en vriend van KJ Choi, die hij in 1994 ontmoette. Enkele maanden na de geboorte van Richard verhuisde Jeff naar Vancouver en in 2005 verhuisde he gezin naar Phoenix (Arizona) zodat Richard het hele jaar kon spelen.

## Amateur
Al op 12-jarige leeftijd maakte Richar Lee in Dawson Creekeen ronde van 62 (-10) tijdens het B.C. Juniorenkampioenschap.
Als 16-jarige werd Richard Lee runner-up bij het US Junior Amateur waardoor hij naar het kwalificatietoernooi mocht voor het US Open, dat op de moeilijke baan van de Oakmont Country Club gespeeld werd. Na Tadd Fujikawa was hij bij het US Open de jongste deelnemer ooit. Hij miste de cut nadat hij tijdens de tweede ronde een polsblessure opliep.

## Professional
Na het US Open werd hij professional. In 2011 speelde hij op de Nationwide Tour maar aan het einde van dat jaar verloor hij zijn tourkaart. Op de Tourschool in Azië haalde hij zijn Tourkaart voor de Aziatische Tour en de OneAsia Tour van 2013. Dat seizoen speelde hij 12 toernooien op de Aziatische Tour en maakte hij 12 cuts. 

Begin 2014 won hij het Solaire Open en bereikte daarmee de eerste plaats van de ranking naast Rashid Khan.

### Gewonnen
Aziatische Tour
- 2013: Solaire Open